# NGC 3319
NGC 3319 је спирална галаксија у сазвежђу Велики медвед која се налази на NGC листи објеката дубоког неба.
Деклинација објекта је + 41° 41' 14" а ректасцензија 10h 39m 9,6s. Привидна величина (магнитуда) објекта NGC 3319 износи 10,8 а фотографска магнитуда 11,5. Налази се на удаљености од 14,262 милиона парсека од Сунца. NGC 3319 је још познат и под ознакама UGC 5789, MCG 7-22-36, CGCG 212-33, KARA 429, KUG 1036+419, PGC 31671.